# Probolomyrmex watanabei
Probolomyrmex watanabei är en myrart som beskrevs av Tanaka 1974. Probolomyrmex watanabei ingår i släktet Probolomyrmex och familjen myror. Inga underarter finns listade i Catalogue of Life.

## Bildgalleri

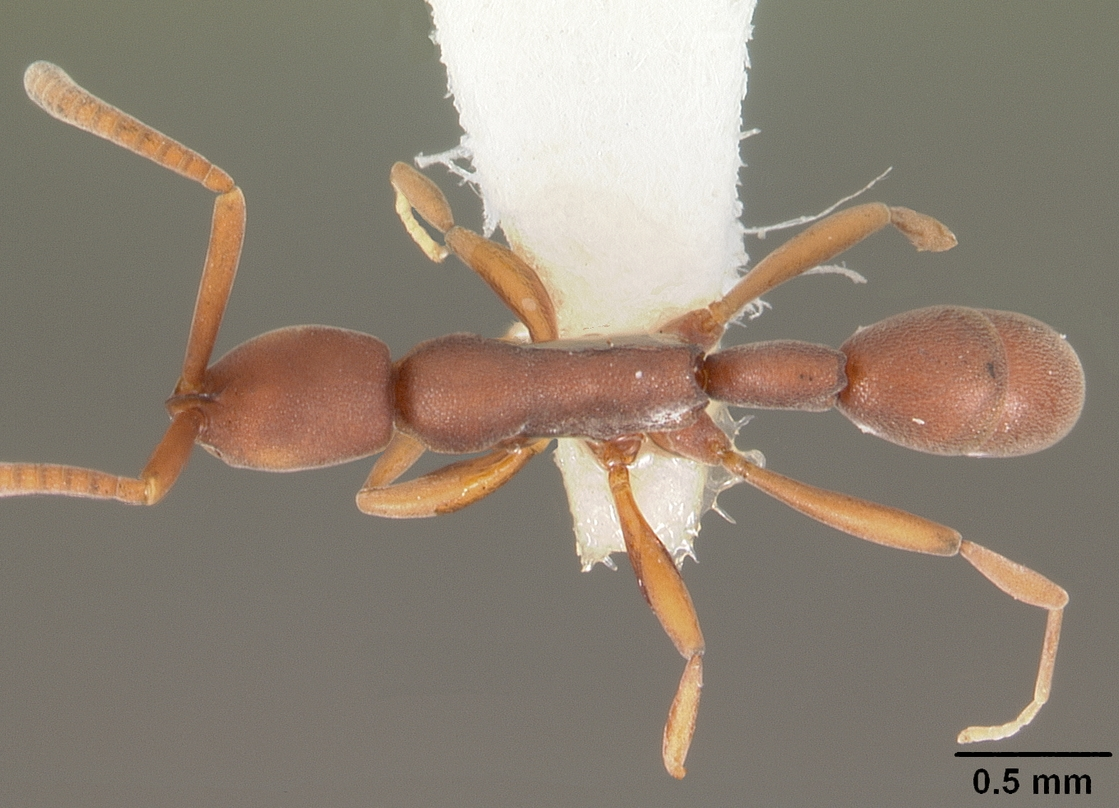
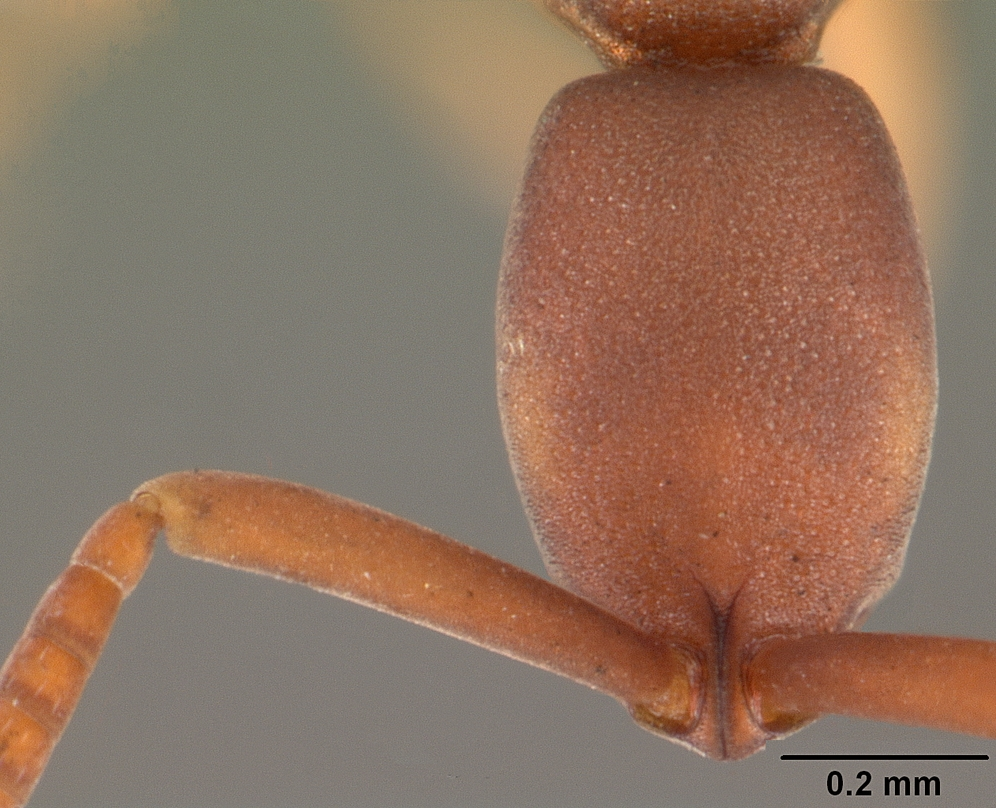
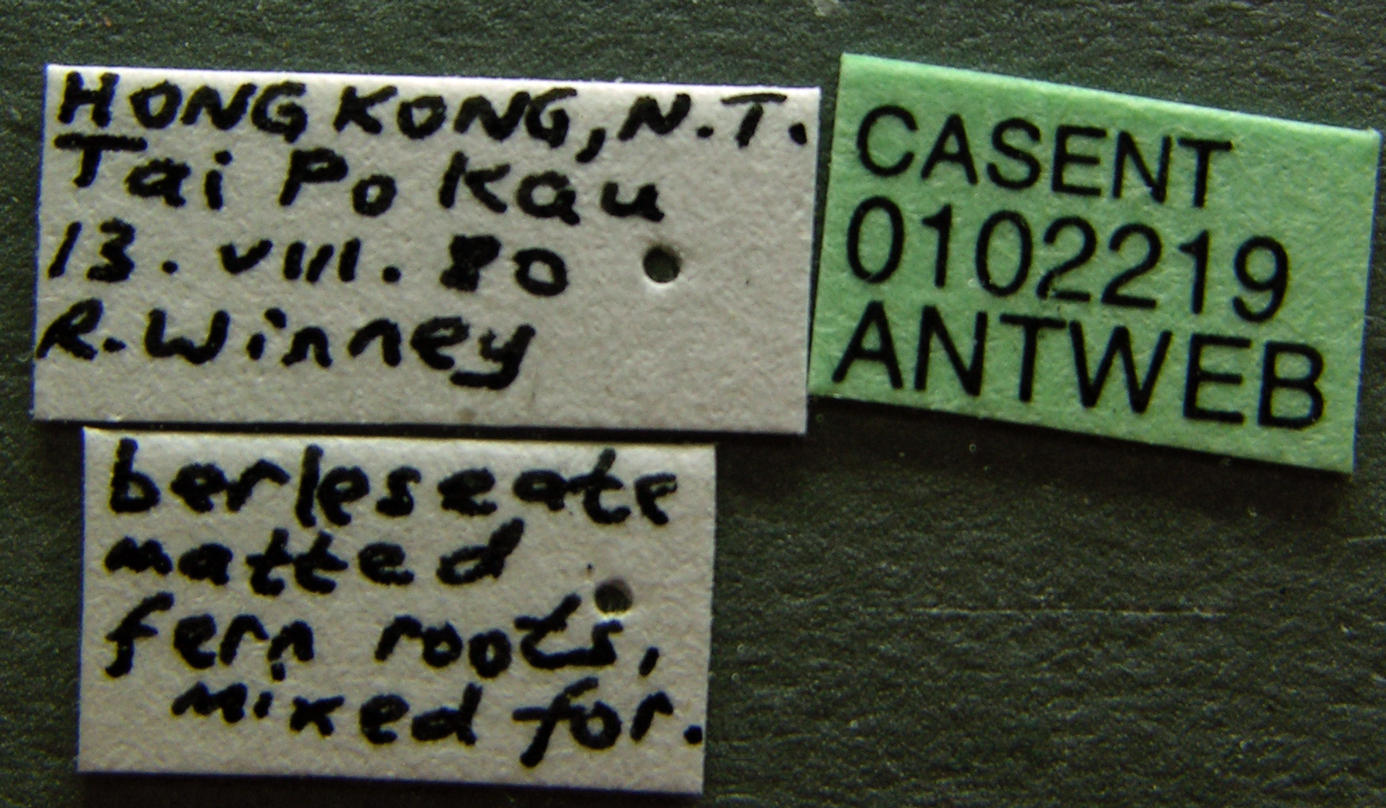
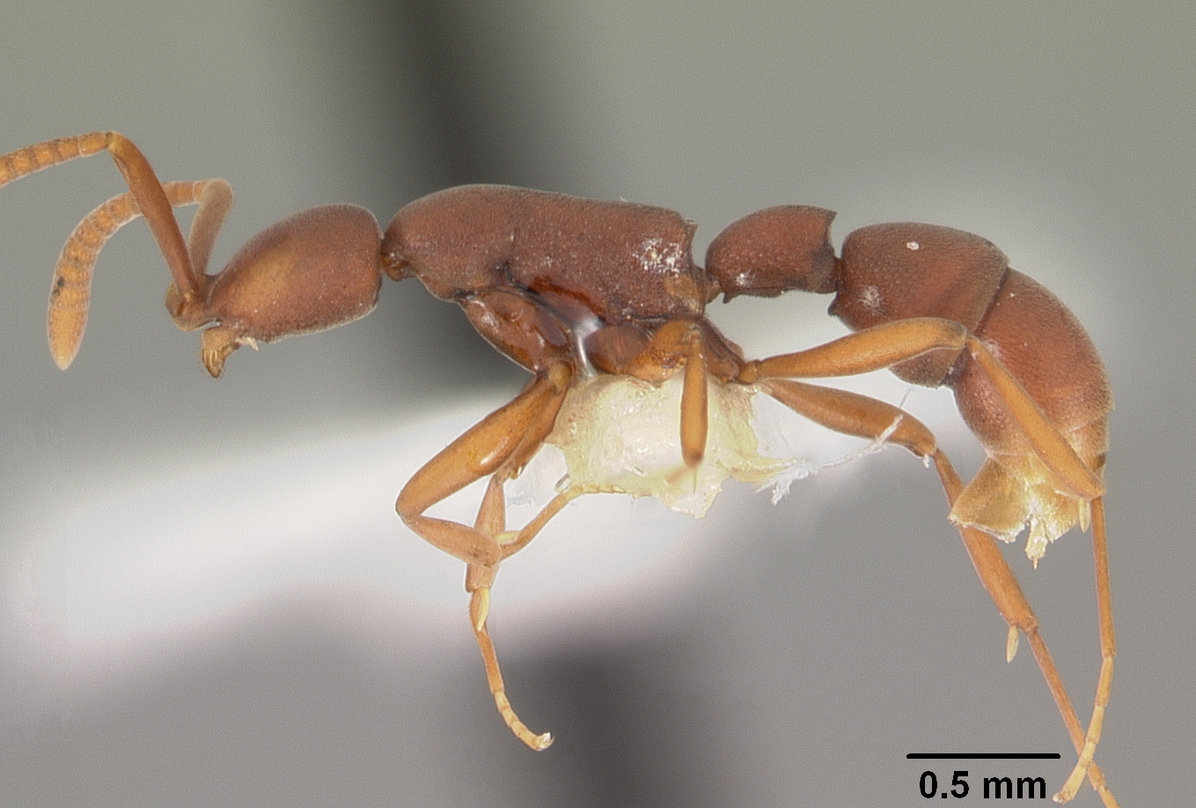
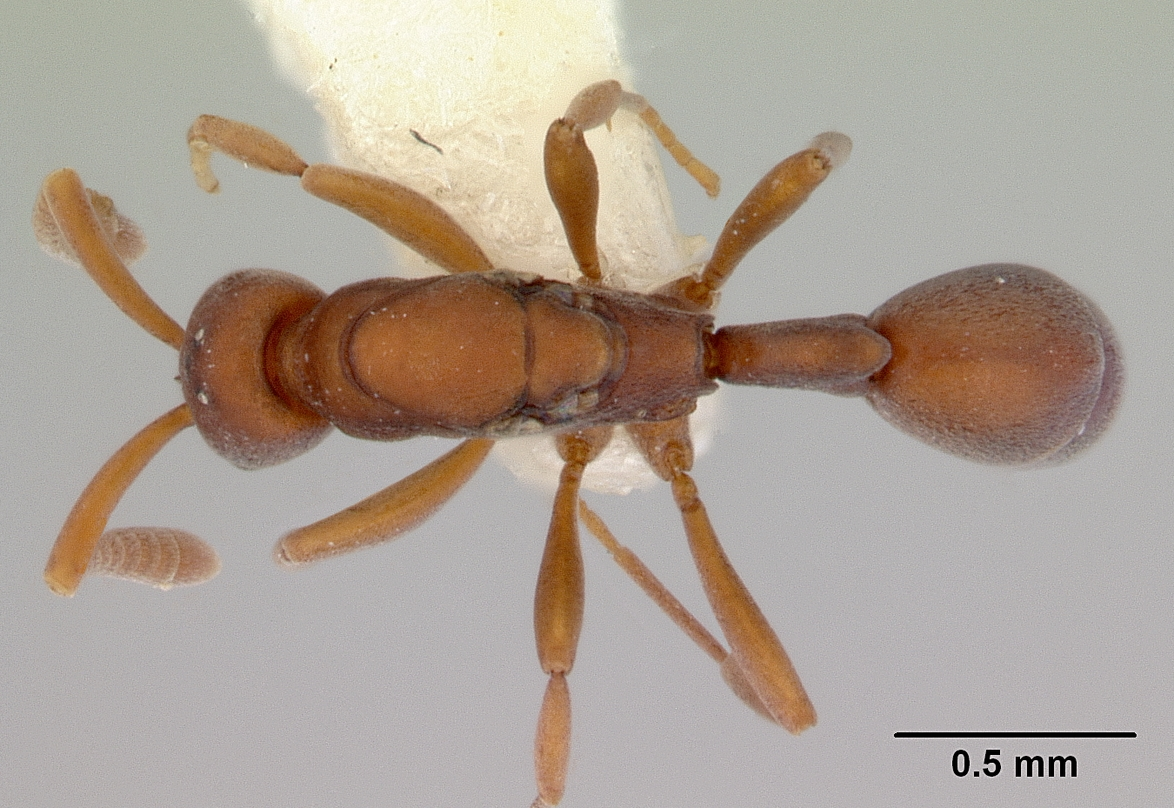
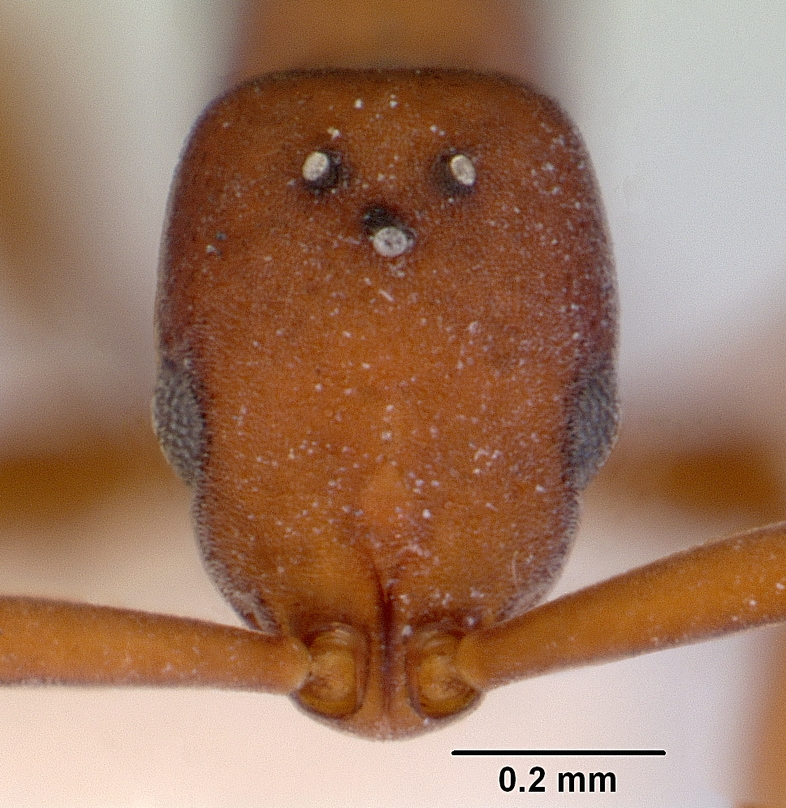